# Вежі Ріальто
Вежі Ріальто (англ. Rialto Towers) — комплекс двох хмарочосів, у Мельбурні, Австралія. Висота Південної вежі становить 251 метр, на даху розташована 19 метрова антена, котра не впливає на загальну висоту будинку згідно з Радою висотних будинків та міськогого середовища. Вежа має 66 поверхів, з них 63 надземних і 3 підземних. Висота 43-поверхової Північної вежі становить 185 метрів. Будівництво було розпочато в 1982 році, у 1984 році нижні поверхи вже зайняли орендарі, хоча будівництво продовжувалось. В 1986 році офіційно було завершено будівництво. На момент завершення будівництва став найвищим будинком Австралії.
На 55-поверсі Південної башти розташована Мельбурнська обсерваторія. Кожен рік в будинку проводяться Гонки сходами.